# Daniił Lesowoj
Daniił Olegowicz Lesowoj (ros. Даниил Олегович Лесовой; ur. 12 stycznia 1998 w Moskwie) – rosyjski piłkarz grający na pozycji lewoskrzydłowego. Od 2020 jest zawodnikiem klubu Dinamo Moskwa.

## Kariera klubowa
Swoją karierę piłkarską Lesowoj rozpoczynał w juniorach takich klubów jak: Dynamo Kijów (2004-2016) i Zenit Petersburg (2016-2017). W 2017 roku awansował do zespołu rezerw Zenitu. 18 marca 2017 zadebiutował w nich w Pierwyj diwizion w zremisowanym 1:1 domowym meczu ze Spartakiem Nalczyk.
W lipcu 2018 Lesowoj został wypożyczony do Arsienału Tuła, w barwach którego swój debiut zanotował 29 lipca 2018 w zremisowanym 0:0 domowym meczu z Dinamem Moskwa. W lipcu 2019 wypożyczenie zostało przedłużone o kolejny rok, a w lipcu 2020 został wykupiony przez Arsienał za kwotę 600 tysięcy euro. W Arsienale grał do września 2020.
We wrześniu 2020 Lesowoj odszedł z Arsienału do Dinama Moskwa za kwotę 1,8 miliona euro. Swój debiut w tym klubie zaliczył 21 września 2020 w zwycięskim 1:0 domowym meczu z Achmatem Grozny.
| Sezon   | Klub               | Kraj  | Rozgrywki        | Mecze | Gole |
| ------- | ------------------ | ----- | ---------------- | ----- | ---- |
| 2016/17 | Zenit-2 Petersburg | Rosja | Pierwyj diwizion | 8     | 0    |
| 2017/18 | Zenit-2 Petersburg | Rosja | Pierwyj diwizion | 24    | 1    |
| 2018/19 | Arsienał Tuła      | Rosja | Priemjer-Liga    | 13    | 2    |
| 2019/20 | Arsienał Tuła      | Rosja | Priemjer-Liga    | 27    | 3    |
| 2020/21 | Arsienał Tuła      | Rosja | Priemjer-Liga    | 6     | 2    |
| 2020/21 | Dinamo Moskwa      | Rosja | Priemjer-Liga    | 22    | 5    |

## Kariera reprezentacyjna
Lesowoj ma za sobą występy w reprezentacji Ukrainy U-16 i U-17 oraz reprezentacji Rosji U-20 i U-21. Był w kadrze Rosji U-21 w 2021 roku na Mistrzostwach Europy U-21.